# Бизино
Бизино (село) — село в Тобольском районе Тюменской области России. Входит в состав Ворогушинского сельского поселения.
Расположено недалеко от реки Иртыш.

## История
Первые данные о селе содержатся в дозорной книге 1624 года, село относилось к Карачинской волости. Согласно переписи XVIII века в селе проживало 115 жителей.
В 1909—1916 годы существовала Бизино-Медянская передвижная школа. В 1911 заложили и построили часовню. В 1924 году построили здание, в котором открылась школа.
В 1930-е годы создан колхоз «Ленинская искра», в 1939 году образовалась машинно-тракторная станция.
В 1974 году в селе появился первый телефон.

## Население
| 2010 |
| ---- |
| 817  |

## Уличная сеть
Улица 50 лет Октября, Береговая улица, Дорожная улица, Загородная улица, Заречная улица, Зелёная улица, Улица Ленина, Лесная улица, Луговая улица, Льнозаводская улица, Улица Мира, Молодёжная улица, Набережная улица, Новая улица, Новая 2-я улица, Полевая улица, Улица Ремонтников, Садовая улица, Улица Тарасова В. И., Тобольская улица, Трактовая улица, Трассовая улица, Центральная улица, Школьная улица, Юбилейная улица, Юбилейный переулок, Ветровая улица.

## Транспорт
- Автобусное сообщение

## Организации
- Бизинская средняя общеобразовательная школа